# Açor-africano
O açor-africano (Accipiter tachiro) é uma espécie de ave de rapina da família Accipitridae.
Pode ser encontrada nos seguintes países: Angola, Benin, Botswana, Burundi, Camarões, República Centro-Africana, República do Congo, República Democrática do Congo, Costa do Marfim, Guiné Equatorial, Eritreia, Etiópia, Gabão, Gambia, Gana, Guiné, Guiné-Bissau, Quénia, Lesoto, Libéria, Malawi, Moçambique, Namíbia, Níger, Nigéria, Ruanda, Serra Leoa, Somália, África do Sul, Sudão, Essuatíni, Tanzânia, Togo, Uganda, Zâmbia e Zimbabwe.